# Nimesulid
Nimesulid (łac. nimesulidum) – wielofunkcyjny organiczny związek chemiczny z grupy sulfonamidów, zbudowany ze szkieletu eteru difenylowego podstawionego grupą metanosulfonamidową i nitrową. Jest preferencyjnym inhibitorem cyklooksygenazy-2 (COX-2). Stosowany jako ogólnoustrojowy niesteroidowy lek przeciwzapalny o dodatkowym działaniu przeciwbólowym i przeciwgorączkowym.
Przy podaniu doustnym nimesulid wchłania się dobrze i szybko, jego działanie rozpoczyna się po około 15 minutach, maksymalny poziom we krwi osiąga po czasie 1–3 godzin. Lek metabolizowany jest w 99% w wątrobie, w której powstaje kilkanaście jego pochodnych, wydalanych głównie z moczem. W porównaniu do klasycznych niesteroidowych leków przeciwzapalnych wykazuje mniejszą liczbę działań ubocznych w zakresie górnego odcinka przewodu pokarmowego, natomiast możliwe są rzadkie przypadki ciężkich powikłań ze strony wątroby. Europejska Agencja Leków uznała w decyzji wydanej w 2012 roku, że w niektórych sytuacjach klinicznych korzyści ze stosowania nimesulidu przewyższają ryzyko, w związku z czym jest on w pewnych przypadkach podawany jako lek drugiego rzutu. Nie stwierdzono poważnych interakcji z innymi lekami, natomiast jego stosowanie razem z alkoholem może nasilać działania niepożądane, w szczególności wobec wątroby.

## Historia
Wyniki badań z lat 60. XX wieku wskazujące na istotną rolę wolnych rodników w patofizjologii przewlekłych chorób zapalnych pozwalały przypuszczać, iż substancje pełniące funkcję zmiataczy wolnych rodników mogą prezentować nowy mechanizm działania przeciwzapalnego.
Historia odkrycia nimesulidu rozpoczyna się w 1969 roku w laboratorium koncernu 3M, w którym doktorzy George Moore, Karl F. Swingle oraz Bob Scherer (odkrywca kwasu meklofenamowego) wraz z zespołem pracowali nad nowymi pestycydami oraz substancjami przeciwzapalnymi. Nimesulid otrzymano podczas badań nad dwoma fluoroalkanosulfonanilidami: trimuflumidatem i diflumidonem. Odkryty wówczas (2-fenoksy-4-nitro)trifluorometanosulfoanilid wykazywał działanie terapeutyczne na modelu zwierzęcym. W 1971 roku opracowano syntezę bezfluorowego analogu tego związku (2-fenoksy-4-nitro)metanosulfoanilidu i nadano mu nazwę roboczą „R-805”, zmienioną później na „nimesulid”. Dalsze badania były prowadzone w Riker Laboratories Inc. w Kalifornii. W ich wyniku 8 października 1974 roku nimesulid został opatentowany w Stanach Zjednoczonych (nr patentu US 3.840.597). Za autorów wynalazku zostali uznani George Moore i Joseph Kenneth Harrington, natomiast właścicielem praw została Riker Laboratories Inc. W przeprowadzonych wówczas badaniach klinicznych potwierdzono skuteczność przeciwbólową u pacjentów z reumatoidalnym zapaleniem stawów oraz zaobserwowano uszkodzenie wątroby przy bardzo wysokich dawkach leku (do 800 miligramów na dobę). W 1980 roku prawa do nimesulidu nabyła szwajcarska firma farmaceutyczna Helsinn Healthcare. Po przeprowadzeniu dalszych badań klinicznych oraz podstawowych badań nad mechanizmem działania leku, został on zarejestrowany po raz pierwszy w 1985 roku we Włoszech. W kolejnych latach bezpośrednio lub przez udzielane licencje został wprowadzony na rynek w ponad 50 krajach Europy, Środkowej i Południowej Ameryki oraz Azji, z wyjątkiem Stanów Zjednoczonych, Wielkiej Brytanii i Niemiec oraz Australii, gdzie nie podjęto próby wprowadzenia nimesulidu na rynek apteczny. Praw do zastosowań weterynaryjnych udzielono francuskiej firmie farmaceutycznej Virbac S.A., po uzyskaniu światowej ochrony patentowej.
W drugiej połowie 1998 i pierwszych miesiącach 1999 roku pojawił się szereg doniesień o niekorzystnych skutkach ubocznych nimesulidu. Spowodowało to ograniczenie wskazań zarówno w zakresie wieku, jak i jednostek chorobowych, czasowe zawieszenie lub też wycofanie rejestracji w wielu krajach świata. Ogółem w latach 1985–2000 zgłoszono 192 przypadki zdarzeń niepożądanych, z których 81 uznano za ciężkie.
Europejska Agencja Leków dokonała oceny nimesulidu dwukrotnie, w 2007 i 2010 roku, uznając w decyzji wydanej w 2012 roku, że korzyści ze stosowania ogólnoustrojowego leku w sytuacjach klinicznych, do których ograniczono jego stosowanie, przewyższają ryzyko.
Nazwa leku pochodzi od angielskiej nazwy chemicznej: 4-nitro-2-phenoxymethanesulphonanilide.

## Budowa cząsteczki a właściwości farmakologiczne
Nimesulid jest jedynym sulfonanilidem (sulfonowaną pochodną aniliny) w grupie niesteroidowych leków przeciwzapalnych. Pomimo że jest on jednocześnie sulfonamidem, nie wywołuje reakcji alergicznych u osób uczulonych na tę grupę związków. Efekt biologiczny uzyskano poprzez podstawienie pierścienia w pozycji 4 grupą nitrową. Grupa metylosulfonamidowa obecna w cząsteczce nimesulidu nie występuje w innych niesteroidowych lekach przeciwzapalnych, penetruje ona do drugiej kieszeni centrum receptorowego enzymu COX, co może wyjaśniać wyjątkowe preferencyjne działanie na COX-2, któremu towarzyszy wpływ na COX-1.

## Otrzymywanie

### Skala laboratoryjna
W skali laboratoryjnej syntezę można prowadzić w dwóch etapach. Procedurę rozpoczyna się od reakcji 2-fenoksyaniliny z chlorkiem metanosulfonowym, w wyniku której powstaje 2-fenoksymetanosulfoanilid.

Reakcja 2-fenoksyaniliny z sulfochlorkiem metylowym
W drugim etapie otrzymany 2-fenoksymetanosulfoanilid wprowadza się do 100% kwasu octowego, a następnie podczas podgrzewania dodawany jest 70% kwas azotowy. Po podgrzaniu mieszaninę dodaje się do wody i odfiltrowuje powstały osad. Po rekrystalizacji z etanolem uzyskuje się nimesulid w postaci delikatnie jasnobrązowego ciała stałego.

Reakcja nitrowania 2-fenoksymetanosulfoanilidu do 4-nitro-2-fenoksyfenylometanosulfonamidu (nimesulidu)

### Skala przemysłowa
Istnieje wiele metod syntezy nimesulidu na skalę przemysłową i nadal trwają prace nad uzyskaniem nowych metod nie zastrzeżonych w istniejących patentach.
W pierwszym etapie mieszaninę 2-chloronitrobenzenu i fosforanu trifenylu ogrzewa się w obecności wodorotlenku potasu oraz dimetyloformamidu (DMF) przez 1 godzinę. Po ostygnięciu do temperatury pokojowej dodaje się wodę, a następnie ekstrahuje eterem. Fazę organiczną suszy się bezwodnym siarczanem sodu i odparowuje pod zmniejszonym ciśnieniem, uzyskując produkt reakcji: 2-fenoksynitrobenzen.

Synteza 2-fenoksynitrobenzenu. Wydajność: 93%
W drugim etapie przeprowadzana jest redukcja grupy nitrowej do aminowej. 2-Fenoksynitrobenzen dodawany jest do przygotowanej mieszaniny wody, sproszkowanego żelaza i kwasu octowego ogrzanej do temperatury 90–95 °C, następnie całość jest mieszana w tej samej temperaturze przez 3–4 godziny. Mieszaninę produktów reakcji alkalizuje się przy użyciu wody amoniakalnej, odfiltrowywuje na gorąco, przemywa wodą, a następnie ekstrahuje toluenem, do którego przechodzi otrzymana 2-fenoksyanilina.

Redukcja grupy nitrowej 2-fenoksynitrobenzenu. Wydajność 2-fenoksyaniliny: 84%
W trzecim etapie do 2-fenoksyaniliny w chlorku metylenu i trietyloaminie dodawany jest stopniowo chlorek metanosulfonowy przez 3–4 godziny w temperaturze 0–5 °C. Po zatrzymaniu reakcji poprzez dodanie wody oddziela się fazę organiczną zawierającą mieszaninę 2-fenoksymetanosulfoanilidu i 2-fenoksymetanodwusulfoanilidu. Po przemyciu wodą, ekstrakcji z użyciem roztworem wodorotlenku sodu i zakwaszeniu uzyskiwany jest 2-fenoksymetanosulfoanilid.

Sulfonowanie 2-fenoksyaniliny. Wydajność 2-fenoksymetanosulfoanilidu: 85%
Czwarty etap syntezy to nitrowanie. 2-Fenoksymetanosulfoanilid jest rozpuszczany na ciepło w 100% kwasie octowym, a następnie dodaje się stopniowo 70% kwas azotowy przez ponad 15 minut, po czym mieszanina jest ogrzewana na łaźni parowej przez 4 godziny i wytrącana poprzez dodanie do wody. Osad zawierający dwunitrofenoksyfenylometanosulfonamid i nitrofenoksyfenylometanosulfonamid zostaje oddzielony przez filtrowanie. Krystalizacja z metanolu pozwala na uzyskanie czystego produktu docelowego (nimesulidu).

Nitrowanie 2-fenoksymetanosulfoanilidu. Wydajność 4-nitro-2-fenoksyfenylometanosulfonamidu (nimesulidu): 85%

## Właściwości

### Właściwości fizyczne
Nimesulid jest słabo rozpuszczalny w wodzie (0,014 mg/ml), natomiast dobrze rozpuszcza się w acetonie, chloroformie, octanie etylu, słabiej w etanolu (3,32 mg/ml), PEG 400 i ich mieszaninie. Jego rozpuszczalność zwiększa się wraz ze wzrostem pH (1000 razy przy wzroście pH o 3). Rozpuszczalność nimesulidu w wodzie zwiększa się istotnie przy użyciu etanolu jako drugiego rozpuszczalnika. Nimesulid jest również rozpuszczalny w glikolu propylenowym i mieszaninie gliceryny z etanolem, które są uważane za bezpieczne przy podawaniu doustnym. Informacje te mogą być przydatne przy projektowaniu płynnych i pozajelitowych form leku. Układ przestrzenny cząsteczki z odchylonym pod kątem 75° względem nitroaminosulfoanilidu podstawnikiem fenylowym w pozycji O5 jest stabilizowany przez wewnątrzcząsteczkowe wiązanie wodorowe pomiędzy grupą NH a atomem tlenu. Spójność kryształu nimesulidu jest wynikiem wzajemnych oddziaływań wiązania NH−O i sił van der Waalsa.

### Właściwości chemiczne
Główną chemiczną własnością nimesulidu oraz jego głównego metabolitu hydroksynimesulidu jest potencjał antyoksydacyjny, przy czym w przypadku rodnika hydroksylowego OH•
 hydroksynimesulid jest słabszym zmiataczem niż nimesulid, natomiast w przypadku rodnika ponadtlenkowego O•−
2 jest odwrotnie.
Pod wpływem światła ultrafioletowego nimesulid ulega hydrolizie na 2-fenoksy-4-nitroanilinę i kwas metanosulfonowy:
[C
12H
8NO
3]−NHSO
2CH
3 + H
2O + hν → [C
12H
8NO
3]−NH
2 + CH
3SO
3H
Pod wpływem prądu elektrycznego grupa nitrowa nimesulidu ulega redukcji do grupy nitrozowej:
[C
13H
12NO
3S]−NO
2 + e−
 ⇄ [C
13H
12NO
3S]−NO−
2
2[C
13H
12NO
3S]−NO−
2 + 2H+
 → [C
13H
12NO
3S]−NO
2 + [C
13H
12NO
3S]−NO + H
2O

## Mechanizm działania

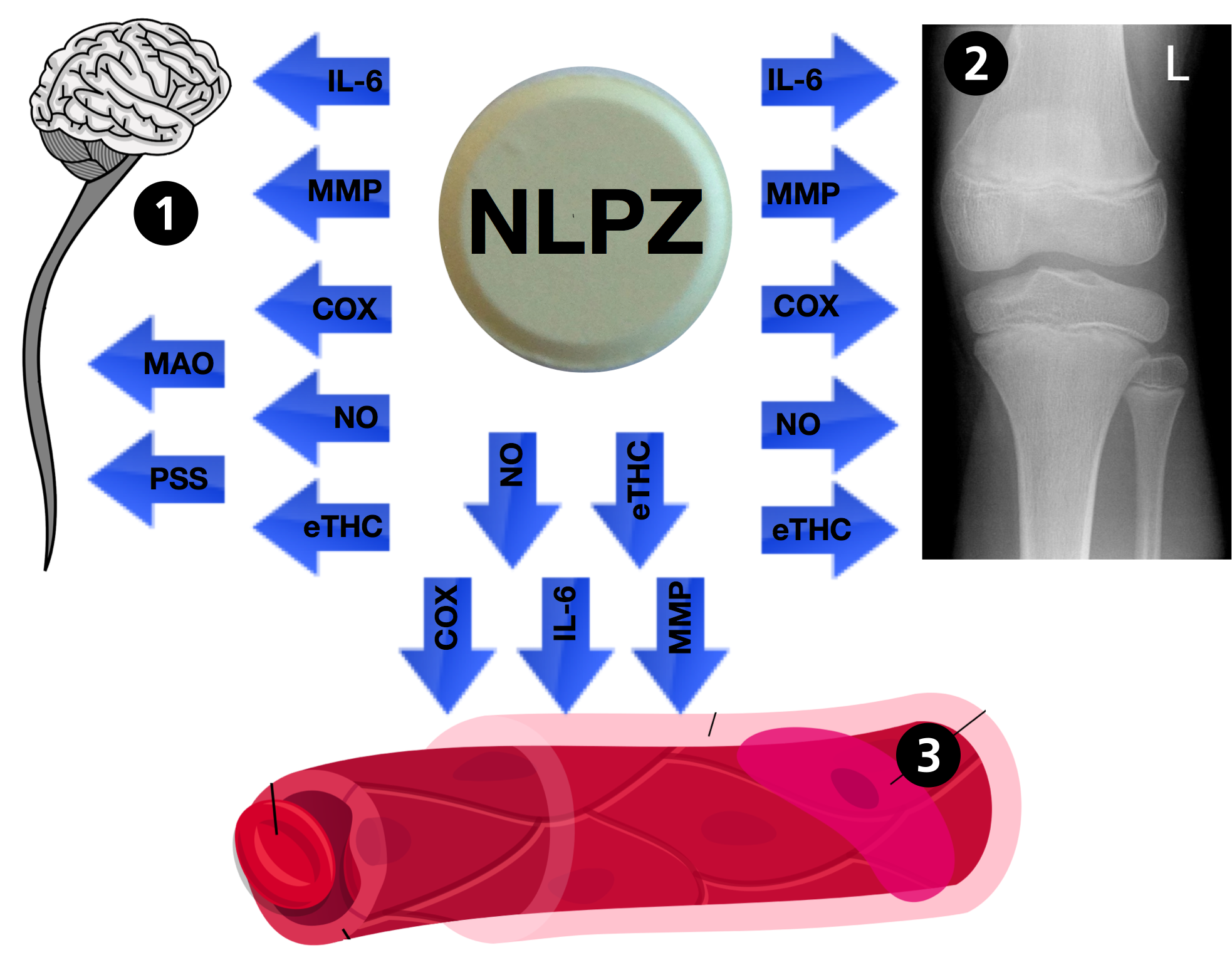
Mechanizm działania niesterydowych leków przeciwzapalnych
1 – centralny układ nerwowy,
2 – układ kostno stawowy,
3 – naczynia krwionośne,
IL-6 – interleukina 6,
MMP – metaloproteinazy,
COX – cyklooksygenaza,
NO – tlenek azotu,
eTHC – endokannabinoidy,
MAO – szlak przekaźnictwa monoaminoergicznego,
PSS – szlak przekaźnictwa cholinergicznego

### Mechanizm działania niesteroidowych leków przeciwzapalnych
Podstawowy mechanizm działania niesteroidowych leków przeciwzapalnych odbywa się poprzez hamowanie cyklooksygenazy, enzymu przekształcającego kwas arachidonowy w prostaglandynę H2. Prostaglandyna H2 jest prekursorem wszystkich prostaglandyn – hormonów wywołujących rozszerzanie naczyń krwionośnych, zwiększanie przepuszczalności ściany naczyń krwionośnych oraz zwiększanie czułości receptorów bólu na bodźce mechaniczne i chemiczne (bradykinina, histamina, TNF-α, substancja P). Dwie formy cyklooksygenazy COX-1 i COX-2, kodowane przez dwa różne geny zlokalizowane w chromosomie 1 i chromosomie 9, podczas procesu zapalnego pozostają w równowadze i działając równolegle, aktywują wszystkie szlaki przemiany kwasu arachidonowego. W przeciwieństwie do kwasu acetylosalicylowego, który poprzez acetylację seryny w centrum aktywnym trwale inaktywuje cyklooksygenazę, hamowanie cyklooksygenazy przez niesteroidowe leki przeciwzapalne jest odwracalne. Niesterydowe leki przeciwzapalne oddziaływają również na poziomie centralnego układu nerwowego, naczyń krwionośnych i w miejscu zapalenia na endokannabinoidy, tlenek azotu oraz szlaki przekaźnictwa monoaminoergicznego i przywspółczulnego. Grupa niesterydowych leków przeciwzapalnych obejmuje nieselektywne, preferencyjne (do której należy nimesulid) i selektywne inhibitory cyklooksygenazy. 

### Mechanizm działania nimesulidu
Nimesulid jest lekiem o złożonym mechanizmie działania:
- hamuje aktywność cyklooksygenazy[5] (10–20 razy bardziej COX-2 niż COX-1[32])
- hamuje wydzielanie histaminy z komórek tucznych i granulocytów zasadochłonnych
- zmiata rodniki hydroksylowe, rodniki tlenowe oraz hamuje wydzielanie kwasu podchlorawego oraz fagocytozę przez aktywowane granulocyty obojętnochłonne
- hamuje przyleganie oraz ekspresję receptorów granulocytów obojętnochłonnych
- hamuje fosfodiesterazę IV, czego następstwem jest zwiększenie wewnątrzkomórkowego poziomu c-AMP, co powoduje zmniejszenie produkcji lub wydzielania histaminy, leukotrienów, cytokin prozapalnych oraz uwalniania enzymów przez leukocyty
- hamuje produkcję czynnika aktywującego płytki przez różne komórki, w tym także aktywowane płytki krwi
- hamuje metaloproteinazy macierzy pozakomórkowej, które mogą powodować uszkodzenie proteoglikanów, kolagenu, a także innych elementów tkanki łącznej w stawach
- hamuje proces apoptozy w chondrocytach i innych komórkach tkanki łącznej u pacjentów z chorobą zwyrodnieniową stawów
- hamuje aktywność syntazy tlenku azotu, następowo produkcję tlenku azotu i powstającego z reakcji tlenku azotu z rodnikami hydroksylowymi nadtlenoazotynu, które są kluczowymi mediatorami w zapalnym uszkodzeniu tkanek
- aktywuje receptory dla glikokortykosteroidów, prowadząc do zwiększenia wpływu na komórki endogennych glikokortykosteroidów[21].

Pomimo iż nimesulid zaliczany jest do inhibitorów cyklooksygenazy preferencyjnie hamujących aktywność COX-2, ogólnie jest bardzo słabym inhibitorem cyklooksygenazy, a jego głównym mechanizmem działania jest hamowanie metaloproteinaz.

## Farmakokinetyka
Podany doustnie dobrze, szybko i prawie całkowicie wchłania się z przewodu pokarmowego, podany doodbytniczo wolniej. Nie zaobserwowano różnic we wchłanianiu pomiędzy różnymi formami doustnymi. Dostępność biologiczna wynosi 99% przy podaniu doustnym (80–100%) i 54–64% przy podaniu doodbytniczym. Po podaniu 100 mg doustnie maksymalne stężenie we krwi osiąga po 1–3 godzinach, po podaniu doodbytniczym 200 mg po 4–5 godzinach. W około 97,5% wiąże się z albuminami. Pomimo umiarkowanie niskiej objętości dystrybucji dobrze przenika do płynu stawowego, w którym jego poziom utrzymuje się o wiele dłużej niż we krwi, oraz płynów wysiękowych. Czas półtrwania T0,5 wynosi 1,8–4,7 godziny dla leku i 3–9 godzin dla głównego metabolitu. Jest metabolizowany w wątrobie poprzez cytochrom P450.
Wydalany jest w 50,5–62,5% z moczem i 17,9–36,2% z kałem głównie w postaci glukuronianów i siarczanów. W postaci niezmienionej opuszcza organizm 1–3% leku. W przypadku zaburzonej funkcji nerek nie dochodzi do kumulowania się zarówno nimesulidu, jak i jego metabolitów. W przypadku zaburzonej funkcji wątroby dochodzi do 4–5-krotnego zmniejszenia eliminacji nimesulidu z organizmu.

## Metabolizm

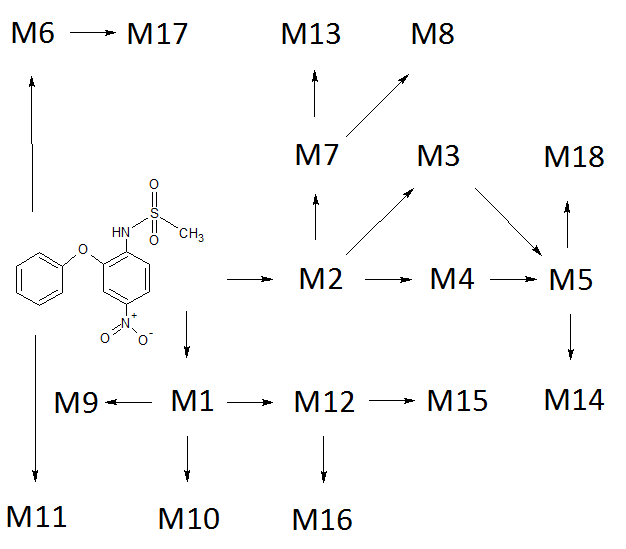
Metabolizm nimesulidu

Nimesulid jest metabolizowany poprzez trzy podstawowe szlaki metaboliczne: rozkład cząsteczki na poziomie wiązania eterowego, redukcja grupy −NO
2} do −NH
2 oraz hydroksylacja pierścienia aromatycznego. Pozostałe metabolity są produktami współistniejącej hydroksylacji i redukcji, acetylacji grupy aminowej, sprzężania z kwasem glukuronowym lub sulfonowaniem hydroksylowanych metabolitów, jedynie 1–3% leku zostaje wydalone w stopniu niezmienionym.
Jedynym metabolitem obecnym w surowicy krwi z ogółem zidentyfikowanych 16 metabolitów nimesulidu (nazwanych M1 do M18) jest N-[2-(4-hydroksyfenoksy)-4-nitrofenylo]metanosulfonamid (hydroksynimesulid lub M1) mający również działanie przeciwzapalne i przeciwbólowe, jednakże słabsze niż lek, którego jest pochodną. Został on zidentyfikowany również w moczu. Drugim ważnym metabolitem obecnym w moczu i kale jest M5, pozostałe metabolity znajdowane są w mniejszych stężeniach, a metabolity M2, M3 i M4 uważane są za pośrednie metabolity na szlaku biotransformacji nimesulidu.

| Metabolit | Wzór chemiczny | Obecność w moczu | Opis |
| --------- | -------------- | ---------------- | --- |
| M1        |                | 1,4%             | ma aktywność terapeutyczną, jedyny istotny metabolit obecny w surowicy, powstaje z nimesulidu w wyniku hydroksylowania pierścienia fenylowego |
| M2        |                | brak             | pośredni metabolit powstający w wyniku redukcji grupy NO2 do grupy NH2                                                                        |
| M3        |                | brak             | pośredni metabolit powstający z metabolitu M2 poprzez hydroksylowanie pierścienia fenylowego                                                  |
| M4        |                | brak             | pośredni metabolit powstający z metabolitu M2 poprzez acetylowanie grupy aminowej                                                             |
| M5        |                | brak             | powstaje z metabolitu M3 poprzez acetylowanie lub z metabolitu M4 poprzez hydroksylowanie                                                     |
| M6        |                | brak             | powstaje z nimesulidu poprzez rozpad wiązania eterowego                                                                                       |
| M7        |                | brak             | powstaje z postulowanego metabolitu M2 w wyniku substytucji grupy aminowej grupą hydroksylową                                                 |
| M8        |                | 6,4%             | powstaje z metabolitu M7 poprzez kondensację z kwasem glukuronowym                                                                            |
| M9        |                | brak             | powstaje z metabolitu M1 poprzez estryfikację grupy hydroksylowej resztą kwasu siarkowego                                                     |
| M10       |                | 14,6%            | powstaje z metabolitu M1 poprzez kondensację z kwasem glukuronowym                                                                            |
| M11       |                | 2,4%             | powstaje z nimesulidu w wyniku hydroksylowania pozycji 2 lub 3 pierścienia fenylowego i kondensacji z kwasem glukuronowym                     |
| M12       |                | brak             | powstaje z metabolitu M1 w wyniku kolejnego hydroksylowania pierścienia                                                                       |
| M13       |                | brak             | powstaje z metabolitu M7 poprzez estryfikację grupy hydroksylowej resztą kwasu siarkowego                                                     |
| M14       |                | 4,6%             | powstaje z metabolitu M5 poprzez kondensację z kwasem glukuronowym                                                                            |
| M15       |                | 2,3%             | powstaje z metabolitu M12 poprzez kondensację z kwasem glukuronowym                                                                           |
| M16       |                | 2,8%             | powstaje z metabolitu M12 poprzez estryfikację grupy hydroksylowej resztą kwasu siarkowego                                                    |
| M17       |                | 5,1%             | powstaje z metabolitu M2 poprzez kondensację z kwasem glukuronowym                                                                            |
| M18       |                | 2,5%             | powstaje z metabolitu M5 poprzez estryfikację grupy hydroksylowej resztą kwasu siarkowego                                                     |

## Zastosowania

### Wskazania
Nimesulid może być stosowany wyłącznie jako lek drugiego rzutu, w następujących wskazaniach:
- leczenie ostrego bólu
- pierwotne bolesne miesiączkowanie.

W dniu 20 stycznia 2012 roku decyzją Komisji Europejskiej 2012/C 78/02 wykreślono z charakterystyki tego produktu leczniczego następujące wskazanie:
- leczenie objawowe dolegliwości bólowych w przebiegu choroby zwyrodnieniowej stawów.

### Zastosowania w trakcie badań
Cyklooksygenaza COX-2 jest nadmiernie produkowana w licznych nowotworach, a także hodowlach komórek nowotworowych, a prostaglandyny mają istotny wpływ na metabolizm komórek, ich proliferację, resorpcję kości oraz zdolność do tworzenia przerzutów przez nowotwory. Obserwacje te leżą u podłoża badań zastosowania nimesulidu w poniższych wskazaniach:
- rak piersi bez receptorów estrogenowych – zapobieganie transformacji w ten typ nowotworu u kobiet z grupy wysokiego ryzyka. Grupę kobiet poddano rocznej terapii w trzech grupach: 100 mg nimesulidu, 20 mg simwastatyny, placebo. W roku 2013 badanie kliniczne jest w fazie obserwacji kobiet poddanych rocznej terapii[45].
- pierwotny chłoniak wysiękowy w przebiegu zespołu nabytego niedoboru odporności – badania w etapie przedklinicznym, stwierdzono pozytywny efekt cytotoksyczny na ludzkie linie komórkowe[46].

Choroba Alzheimera posiada wszystkie cechy choroby zapalnej, a badania epidemiologiczne sugerują wolniejsze pogarszanie się funkcji poznawczych u chorych przewlekle pobierających niesterydowe leki przeciwzapalne.
- Badania kliniczne sugerują neuroprotekcyjne działanie nimesulidu, przy nieznanym mechanizmie takiego oddziaływania – jednak pomimo poprawy u pojedynczych pacjentów nie stwierdzono statystycznie istotnej poprawy[47][48].

## Interakcje
Nie stwierdzono istotnych interakcji nimesulidu, ale ponieważ hamuje on izoenzym CYP2C9 cytochromu P450 (chociaż nie jest jego silnym inhibitorem), może dochodzić do zwiększenia stężenia w surowicy leków metabolizowanych w tym szlaku metabolicznym (heksobarbital, nordazepam, diazepam i prokwanil).
- Acenokumarol – nie stwierdzono interakcji farmakokinetycznych. Ponieważ jednoczesne leczenie acenokumarolem i nimesulidem może zwiększać ryzyko krwawień, powinno być stosowane w sytuacjach niezbędnych klinicznie, wymaga częstszej kontroli poziomu INR i jest bezwzględnie przeciwwskazane u pacjentów z zaburzeniami krzepnięcia[8][37][38][40][39][51][52][53].
- Cyklosporyna – jednoczesne leczenie cyklosporyną i nimesulidem może nasilać nefrotoksyczne działanie cyklosporyny[8][37][38][40][39][51][52][53].
- Cymetydyna – nie stwierdzono interakcji farmakokinetycznych i farmakodynamicznych[54].
- Digoksyna – nie stwierdzono interakcji farmakokinetycznych i farmakodynamicznych[55]
- Furosemid – nimesulid powoduje zmniejszenie wchłaniania i biodostępności furosemidu oraz indukowanego przez furosemid wydalania sodu oraz potasu. Jednoczesne leczenie nimesulidem i furosemidem u pacjentów z niewydolnością krążenia i niewydolnością nerek wymaga zachowania szczególnej ostrożności[56][57].
- Glibenklamid – nie stwierdzono interakcji farmakokinetycznych i farmakodynamicznych[54].
- Kortykosteroidy – jednoczesne leczenie kortykosteroidami i nimesulidem może zwiększać ryzyko wystąpienia choroby wrzodowej żołądka, dwunastnicy oraz krwawień z przewodu pokarmowego[8][37][38][40][39][51][52][53].
- Kwas acetylosalicylowy – jednoczesne leczenie kwasem acetylosalicylowym i nimesulidem może zwiększać ryzyko choroby wrzodowej żołądka, dwunastnicy, krwawień (szczególnie z przewodu pokarmowego) i jest bezwzględnie przeciwwskazane u pacjentów z zaburzeniami krzepnięcia[8][37][38][40][39][51][52][53].
- Leki przeciwpłytkowe – jednoczesne leczenie lekami przeciwpłytkowymi (klopidogrel, dipirydamol) i nimesulidem może zwiększać ryzyko wystąpienia choroby wrzodowej żołądka, dwunastnicy oraz krwawień z przewodu pokarmowego[8][37][38][40][39][51][52][53].
- Metotreksat – podanie nimesulidu 24 godziny przed lub po podaniu metotreksatu może nasilić jego toksyczność poprzez zwiększenie jego stężenia w surowicy krwi[8][37][38][40][39][51][52][53].
- Niesterydowe leki przeciwzapalne – jednoczesne leczenie nimesulidem i innymi niesterydowymi lekami przeciwzapalnymi może zwiększać ryzyko krwawień i jest bezwzględnie przeciwwskazane u pacjentów z zaburzeniami krzepnięcia[8][37][38][40][39][51][52][53].
- Selektywne inhibitory zwrotnego wychwytu serotoniny – jednoczesne leczenie SSRI i nimesulidem może zwiększać ryzyko wystąpienia choroby wrzodowej żołądka, dwunastnicy oraz krwawień z przewodu pokarmowego[8][37][38][40][39][51][52][53].
- Teofilina – nie stwierdzono interakcji farmakokinetycznych i farmakodynamicznych[57].
- Warfaryna – nie stwierdzono interakcji farmakokinetycznych. Ponieważ jednoczesne leczenie warfaryną i nimesulidem może zwiększać ryzyko krwawień, powinno być stosowane w sytuacjach niezbędnych klinicznie, wymaga częstszej kontroli poziomu INR i jest bezwzględnie przeciwwskazane u pacjentów z zaburzeniami krzepnięcia[8][37][38][40][39][51][52][53].
- Węglan litu – ponieważ niesterydowe leki przeciwzapalne mogą zmniejszać wydalanie węglanu litu (co może prowadzić do zwiększenia jego stężenia w osoczu i wystąpienia objawów toksyczności), jednoczesne leczenie węglanem litu i nimesulidem wymaga wzmożonej kontroli poziomu litu we krwi[8][37][38][40][39][51][52][53].
- Wodorotlenek glinu – nie stwierdzono interakcji z wodorotlenkiem glinu w środkach zobojętniających treść żołądkową[58].
- Wodorotlenek magnezu – nie stwierdzono interakcji z wodorotlenkiem magnezu w środkach zobojętniających treść żołądkową[58].

## Przeciwwskazania i środki ostrożności
Istnieją następujące przeciwwskazania stosowania leku i sytuacje, gdy zaleca się zachowanie ostrożności:
- znana nadwrażliwość na nimesulid lub którykolwiek ze składników pomocniczych
- reakcje nadwrażliwości w wywiadzie (np. skurcz oskrzeli, nieżyt nosa, pokrzywka) na kwas acetylosalicylowy lub inne niesteroidowe leki przeciwzapalne
- objawy uszkodzenia wątroby wywołane podaniem nimesulidu w wywiadzie
- jednoczesna ekspozycja na substancje o potencjalnym działaniu uszkadzającym wątrobę
- uzależnienie od alkoholu, leków lub substancji odurzających
- czynna choroba wrzodowa żołądka lub dwunastnicy, przebyte, nawracające epizody choroby wrzodowej lub krwawień z przewodu pokarmowego, krwawienie do ośrodkowego układu nerwowego w wywiadzie oraz inne czynne krwawienia i choroby przebiegające z krwawieniem
- ciężkie zaburzenia krzepnięcia
- ciężkie zaburzenia czynności nerek
- zaburzenia czynności wątroby
- pacjenci z gorączką i (lub) objawami grypopodobnymi
- dzieci poniżej 12 lat
- trzeci trymestr ciąży i okres karmienia piersią.

## Działania niepożądane
Działania niepożądane stwierdzone podczas badań klinicznych oraz późniejszych obserwacji:
| Rodzaj zaburzenia        | Częstość występowania | Działanie niepożądane                                          |
| ------------------------ | --------------------- | -------------------------------------------------------------- |
| Krew i układ limfatyczny | rzadkie               | niedokrwistość                                                 |
| Krew i układ limfatyczny | rzadkie               | eozynofilia                                                    |
| Krew i układ limfatyczny | bardzo rzadkie        | małopłytkowość                                                 |
| Krew i układ limfatyczny | bardzo rzadkie        | pancytopenia                                                   |
| Krew i układ limfatyczny | bardzo rzadkie        | skaza krwotoczna                                               |
| Układ odpornościowy      | rzadkie               | nadwrażliwość                                                  |
| Układ odpornościowy      | bardzo rzadkie        | anafilaksja                                                    |
| Metabolizm i odżywianie  | rzadkie               | hiperkaliemia                                                  |
| Psychiczne               | rzadkie               | lęki                                                           |
| Psychiczne               | rzadkie               | niepokój                                                       |
| Psychiczne               | rzadkie               | koszmary senne                                                 |
| Układ nerwowy            | niezbyt częste        | zawroty głowy                                                  |
| Układ nerwowy            | bardzo rzadkie        | bóle głowy                                                     |
| Układ nerwowy            | bardzo rzadkie        | senność                                                        |
| Układ nerwowy            | bardzo rzadkie        | zespół Reye’a                                                  |
| Wzrok                    | rzadkie               | zamazane widzenie                                              |
| Wzrok                    | bardzo rzadkie        | zaburzenia widzenia                                            |
| Słuch i błędnik          | bardzo rzadkie        | zawroty głowy                                                  |
| Serce                    | rzadkie               | tachykardia                                                    |
| Układ naczyniowy         | niezbyt częste        | nadciśnienie                                                   |
| Układ naczyniowy         | rzadkie               | krwawienia                                                     |
| Układ naczyniowy         | rzadkie               | zmiany ciśnienia tętniczego                                    |
| Układ naczyniowy         | rzadkie               | uderzenia gorąca                                               |
| Układ oddechowy          | niezbyt częste        | duszność                                                       |
| Układ oddechowy          | bardzo rzadkie        | astma oskrzelowa                                               |
| Układ oddechowy          | bardzo rzadkie        | skurcz oskrzeli                                                |
| Żołądek i jelita         | częste                | biegunka                                                       |
| Żołądek i jelita         | częste                | nudności                                                       |
| Żołądek i jelita         | częste                | wymioty                                                        |
| Żołądek i jelita         | niezbyt częste        | zaparcia                                                       |
| Żołądek i jelita         | niezbyt częste        | wzdęcia                                                        |
| Żołądek i jelita         | niezbyt częste        | zapalenie błony śluzowej żołądka                               |
| Żołądek i jelita         | niezbyt częste        | krwawienie z przewodu pokarmowego                              |
| Żołądek i jelita         | niezbyt częste        | owrzodzenie i perforacja żołądka                               |
| Żołądek i jelita         | niezbyt częste        | owrzodzenie i perforacja dwunastnicy                           |
| Żołądek i jelita         | bardzo rzadkie        | bóle brzucha                                                   |
| Żołądek i jelita         | bardzo rzadkie        | niestrawność                                                   |
| Żołądek i jelita         | bardzo rzadkie        | zapalenie jamy ustnej                                          |
| Żołądek i jelita         | bardzo rzadkie        | smoliste stolce                                                |
| Wątroba i drogi żółciowe | bardzo rzadkie        | zapalenie wątroby                                              |
| Wątroba i drogi żółciowe | bardzo rzadkie        | piorunujące zapalenie wątroby (włączając przypadki śmiertelne) |
| Wątroba i drogi żółciowe | bardzo rzadkie        | żółtaczka                                                      |
| Wątroba i drogi żółciowe | bardzo rzadkie        | cholestaza                                                     |
| Skóra i tkanka podskórna | niezbyt częste        | świąd                                                          |
| Skóra i tkanka podskórna | niezbyt częste        | wysypka                                                        |
| Skóra i tkanka podskórna | niezbyt częste        | zwiększona potliwość                                           |
| Skóra i tkanka podskórna | rzadkie               | rumień                                                         |
| Skóra i tkanka podskórna | rzadkie               | zapalenie skóry                                                |
| Skóra i tkanka podskórna | bardzo rzadkie        | pokrzywka                                                      |
| Skóra i tkanka podskórna | bardzo rzadkie        | obrzęk naczynioruchowy                                         |
| Skóra i tkanka podskórna | bardzo rzadkie        | obrzęk twarzy                                                  |
| Skóra i tkanka podskórna | bardzo rzadkie        | rumień wielopostaciowy                                         |
| Skóra i tkanka podskórna | bardzo rzadkie        | zespół Stevensa-Johnsona                                       |
| Skóra i tkanka podskórna | bardzo rzadkie        | zespół Lyella                                                  |
| Nerki i drogi moczowe    | rzadkie               | bolesne oddawanie moczu                                        |
| Nerki i drogi moczowe    | rzadkie               | krwiomocz                                                      |
| Nerki i drogi moczowe    | rzadkie               | zatrzymanie moczu                                              |
| Nerki i drogi moczowe    | bardzo rzadkie        | niewydolność nerek                                             |
| Nerki i drogi moczowe    | bardzo rzadkie        | skąpomocz                                                      |
| Nerki i drogi moczowe    | bardzo rzadkie        | śródmiąższowe zapalenie nerek                                  |
| Ogólne i miejscowe       | niezbyt częste        | obrzęki                                                        |
| Ogólne i miejscowe       | rzadkie               | złe samopoczucie                                               |
| Ogólne i miejscowe       | rzadkie               | osłabienie                                                     |
| Ogólne i miejscowe       | bardzo rzadkie        | nadmierne obniżenie temperatury ciała                          |
| Badania diagnostyczne    | częste                | zwiększenie aktywności enzymów wątrobowych                     |

1. 1 2 3 4 5 6 7 8 9 10 11 12 13 14 15 16 17 18 19 20 21 22 23 24 25 26 27 28 29 30 31 32  Działanie niepożądane stwierdzone podczas badań klinicznych.

## Dawkowanie
Nimesil jest lekiem przeciwbólowym dozwolonym do stosowania u osób dorosłych oraz dzieci powyżej 12 roku życia. Nimesulid może być podawany doustnie (kapsułki, tabletki, saszetki z proszkiem lub granulatem do zawiesiny), doodbytniczo (czopki), domięśniowo oraz zewnętrznie (maść). Postacie leku do stosowania doodbytniczego, domięśniowego oraz zewnętrznego są niedostępne w Polsce.

### Osoby dorosłe oraz dzieci powyżej 12 roku życia
| Drogi podawania | Dawkowanie |
| --------------- | --- |
| Doustnie        | - 100 mg jednorazowo - 100 mg co 12 godzin nie dłużej niż przez 15 dni |
| Doodbytniczo    | - 200 mg jednorazowo - 200 mg co 12 godzin nie dłużej niż przez 15 dni |
| Zewnętrznie     | - zewnętrznie 3 gramy (co odpowiada paskowi żelu lub kremu od długości 6–7 cm) cienką warstwą na chore miejsce, 2–3 razy dziennie wcierać do całkowitego wchłonięcia, przez 7–15 dni |
| Domięśniowo     | - 75 mg co 12 godzin nie dłużej niż przez 2 dni. |

### Pacjenci w podeszłym wieku
Nie ma konieczności dostosowywania dawki leku.

### Dzieci
Leku nie należy stosować u dzieci poniżej 12 lat.
| Drogi podawania | Dawkowanie                                                                                   |
| --------------- | -------------------------------------------------------------------------------------------- |
| Doustnie        | - 5 mg/kg mc w dawkach podzielonych co 8 lub 12 godzin - 50 mg co 12 godzin w wieku 6–12 lat |
| Doodbytniczo    | - brak danych                                                                                |
| Zewnętrznie     | - brak danych                                                                                |

### Zaburzenia czynności nerek
Nie ma konieczności dostosowywania dawki nimesulidu u pacjentów z niewielką i umiarkowaną niewydolnością nerek:
| Klirens kreatyniny | Dawkowanie      |
| ------------------ | --------------- |
| 30–80 ml/min       | dawka bez zmian |
| <30 ml/min         | nie stosować    |

### Zaburzenia czynności wątroby
Nimesulid jest przeciwwskazany przy zaburzeniach czynności wątroby.

### Wpływ na prowadzenie pojazdów
Nie przeprowadzono badań klinicznych oceniających wpływ nimesulidu na prowadzenie pojazdów i obsługę urządzeń mechanicznych.
Lek może upośledzać zdolność prowadzenia pojazdów i obsługi urządzeń mechanicznych u pacjentów, u których wystąpi senność lub zawroty głowy.

### Ciąża i laktacja
Nimesulidu nie należy stosować w ciąży i okresie karmienia piersią, u kobiet planujących zajść w ciążę należy stosować możliwie najmniejszą dawkę przez możliwie najkrótszy okres, w pierwszym i drugim trymestrze ciąży nie zaleca się stosowania poza przypadkami zdecydowanej konieczności i w takich przypadkach należy stosować możliwie najmniejszą dawkę przez możliwie najkrótszy okres. Ryzyko wystąpienia efektów ubocznych zwiększa się ze zwiększaniem dawki i czasu trwania leczenia.
W badaniach na zwierzętach wykazano, iż podawanie leków z tej grupy powodowało poronienie przed lub po zagnieżdżeniu się jaja płodowego, śmiertelność zarodka lub płodu oraz zwiększoną częstość występowania różnych wad płodu, włączając zaburzenia układu sercowo-naczyniowego.

#### I i II trymestr ciąży
Podczas I i II trymestru ciąży nimesulid może narażać płód na:
- zwiększone ryzyko poronienia
- zwiększone ryzyko wad budowy układu sercowo-naczyniowego (z poniżej 1% do 1,5%)
- zwiększone ryzyko wytrzewienia

#### III trymestr ciąży
Podczas III trymestru ciąży nimesulid może narażać na:
- działanie toksyczne na serce i płuca (z przedwczesnym zamknięciem przewodu tętniczego i nadciśnieniem płucnym)
- zaburzenia czynności nerek (z niewydolnością nerek z małowodziem)
- wydłużenie czasu krwawienia, działanie antyagregacyjne (nawet po zastosowaniu małych dawek)
- hamowanie skurczów macicy (z opóźnianiem lub przedłużaniem porodu).

#### Okres karmienia piersią
Nimesulidu nie należy stosować w okresie karmienia piersią ze względu na brak informacji o możliwości przenikania leku do ludzkiego mleka.

### Sposób zażywania
- Tabletki należy przyjmować po posiłku przez okres maksymalnie 15 dni[8].
- Postacie do sporządzania zawiesiny doustnej: zawartość saszetki należy wsypać do 100 ml (około pół szklanki) przegotowanej wody, wymieszać i wypić[51]. Zażywać przez okres maksymalnie 15 dni[8].

### Przedawkowanie
Brakuje specyficznych danych dotyczących postępowania w przedawkowaniu nimesulidu. Na nimesulid nie ma specyficznej odtrutki.
Objawami przedawkowania niesteroidowych leków przeciwzapalnych są: śpiączka, senność, nudności, wymioty oraz ból w nadbrzuszu, zwykle ustępujące po zastosowaniu właściwego leczenia. W rzadkich przypadkach może wystąpić krwawienie z przewodu pokarmowego, ostra reakcja anafilaktyczna, nadciśnienie tętnicze, ostra niewydolność nerek, zatrzymanie oddechu lub śpiączka.
Leczenie przedawkowania niesteroidowych leków przeciwzapalnych jest jedynie objawowe i podtrzymujące. Do czterech godzin od przyjęcia leku oraz przy zatruciu dużymi dawkami leku zalecane jest indukowanie wymiotów i podawanie węgla aktywnego w dawce u dorosłych pacjentów 60-100 gramów oraz stosowanie osmotycznych środków przeczyszczających. Wskazane jest monitorowanie funkcji wątroby i nerek.
Ze względu na duży stopień wiązania nimesulidu z białkami osocza wymuszona diureza, alkalizacja moczu, hemodializa oraz hemoperfuzja mogą okazać się nieskuteczne.

## Preparaty

### Unia Europejska
Preparaty zarejestrowane w Polsce:
Aulin, Aulin, AulinDol, Minesulin, Minesulin, Nimesil.
Preparaty zarejestrowane w innych krajach Unii Europejskiej:
Aflogen, Algimesil, Algolider, Algosulid, Algover, Amocetin, Antalgo, Antifloxil, Arencast, Areuma, Aulin, Aulin Beta, Auromelid, Beiond, Bioxidol, Chemisulide, Cliovyl, Delfos, Dimesul, Discorid, Doleside, Dolostop, Dolxtren, Domes, Donulide, Edemax, Edrigyl, Efridol, Elinap, Erlecit, Eudolene, Fansidiol, Fansulide, Fladalgin, Flaminide, Flamisul, Flogostop, Flolid, G-Revm, Gerilide, Guaxan, Idealid, Isartrox, Isodol, Jabasulide, Kartal, Laidor, Lalide, Lasazin, Ledolid, Ledoren, Lemesil, Lidenix, Lidersolv, Liezpat, Lovirem, Melicat, Melimont, Mesulid, Mesupon, Migraless, Min-A-Pon, Mosuolit, Multiformil, Myxina, Naofid, Nerelid, Neuride, Nexen, Niberan, Nide, Nidemol, Nimalge, Nimartin, Nimed, Nimedex, Nimegel, Nimelide, Nimenol, Nimesil, Nimesoral, Nimesul, Nimesulen E, Nimesulene, Nimesulid E UCB, Nimesulida, Nimexan, NIMS, Nisal, Noalgos, Noxalide, Omnibus, Oxetian, Polyfen, Pronidal, Remov, Resulin, Reumalide, Rhemid, Ribantil, Ristolzit, Ritamine, Rolaket, Scaflam, Solving, Specilid, Sudinet, Sulidamor, Sulide, Sulimed, Sulinime, Sulmedil, Teonim, Tranzicalm, Ventor, Vitolide, Volonten, Zulid.

### Ameryka Południowa
Preparaty zarejestrowane w krajach Ameryki Południowej:
- Brazylia – Cimelide, Deltalfan, Fasulide, Flogilid, Infalid, Maxsulid, Nimalgex, Nimesilam, Nimesubal, Nimesulida Biosintetica, Nimesulida Medley, Nisalgen, Nisulid, Scaflam, UQ Scalid
- Chile – Ainex, Aulin, Baine, Doloc, Nidolin, Nimepast, Nimesulida Bestpharma, Nimesulida Chemopharma, Nimesulida LCH, Nimesulida Master, Nimesulida Pasteur, Nimesulida Sanitas, Nimesyl, Nimex, Nisulid, Nisural
- Kolumbia – Ainedix, Ainex, Dolonime, Mesulid, Nidolon, Nimesulida Genfar, Nimesulida La Sante, Nimesulida MK, Penalgin, Scaflam
- Meksyk – Apolide, Cargespril, Defam, Degorflan, Dexlin, Eskaflam, Flamide, Flamozin, Igrexa, Inim, Kitedo Li, Lusemin, Meliden, Mesulid, Nilden, Nimepis, Nisuded, Nizurin, NMS, Quidofil, Redaflam, Semuplid, Severin, Sulidek, Sulidol, Sundir, UL Flam.

## Zastosowanie w weterynarii
- ptaki – w kokcydiozie skraca okres produkcji oocyst, natomiast nie zmniejsza zmian patologicznych[68]
- konie – przeciwzapalnie w dawce 1,5 mg/kg m.c. zarówno dożylnie, jak i doustnie co 12 lub 24 godziny w zależności od stanu zwierzęcia, zachowując ostrożność ze względu obserwowany w tej dawce brak selektywności COX1/COX2 i związaną z tym możliwość wystąpienia objawów ubocznych związanych z inhibicją COX1[69]
- psy – przeciwgorączkowo, przeciwbólowo i przeciwzapalnie, w zapaleniach uszu, nosa, zatok, górnych i dolnych dróg oddechowych, zapaleniach kaletek stawowych[70][71], doustnie 5 mg/kg m.c. przez 3–5 dni z jedzeniem [72][73][74], pozajelitowo 3–5 mg/kg m.c.; ponieważ może powodować uszkodzenie wątroby i nerek u szczeniąt[70], nie stosować u szczeniąt poniżej czwartego miesiąca życia [72][73]
- koty – przeciwgorączkowo, przeciwbólowo i przeciwzapalnie, w zapaleniach uszu, nosa, zatok, górnych i dolnych dróg oddechowych, zapaleniach kaletek stawowych, pozajelitowo 3–5 mg/kg m.c.[70]; może powodować uszkodzenie wątroby i nerek u kociąt[70]
- bydło domowe – przeciwgorączkowo, przeciwbólowo i przeciwzapalnie, w zapaleniach uszu, nosa, zatok, górnych i dolnych dróg oddechowych, zapaleniach kaletek stawowych, niesztowicy, pryszczycy, zapaleniu wymienia, pozajelitowo 2–4 mg/kg m.c.; może powodować uszkodzenie wątroby i nerek u cieląt[70]
- kozy – przeciwgorączkowo, przeciwbólowo i przeciwzapalnie, w zapaleniach uszu, nosa, zatok, górnych i dolnych dróg oddechowych, zapaleniach kaletek stawowych, niesztowicy, pryszczycy, zapaleniu wymienia, pozajelitowo 2–4 mg/kg m.c.[70]
- owce – przeciwgorączkowo, przeciwbólowo i przeciwzapalnie, w zapaleniach uszu, nosa, zatok, górnych i dolnych dróg oddechowych, zapaleniach kaletek stawowych, niesztowicy, pryszczycy, zapaleniu wymienia, pozajelitowo 2–4 mg/kg m.c.[70]
- bawoły – przeciwgorączkowo, przeciwbólowo i przeciwzapalnie, w zapaleniach uszu, nosa, zatok, górnych i dolnych dróg oddechowych, zapaleniach kaletek stawowych, niesztowicy, pryszczycy, zapaleniu wymienia, pozajelitowo 2–4 mg/kg m.c.; może powodować uszkodzenie wątroby i nerek u cieląt[70].